# Kalașînivka, Kroleveț
Kalașînivka (în ucraineană Калашинівка) este un sat în comuna Zazirkî din raionul Kroleveț, regiunea Sumî, Ucraina.

## Demografie
Componența lingvistică a localității Kalașînivka
     Ucraineană (100%)
Conform recensământului din 2001, toată populația localității Kalașînivka era vorbitoare de ucraineană (100%).